# Caterham AeroSeven Concept
La Caterham AeroSeven Concept è una concept car presentata dalla Caterham nel 2013 in occasione del Gran Premio di Singapore di Formula 1.

## Sviluppo
Per la realizzazione della vettura i tecnici britannici si sono ispirati al progetto della vettura F1 che compete nel campionato del mondo. Infatti sull'assale anteriore vi sono delle sospensioni di derivazione F1 del tipo push rod entrobordo a doppio braccio oscillante, mentre al posteriore vi è una doppia sospensione a quadrilatero indipendenti. L'aerodinamica e la carrozzeria che è realizzata in fibra di carbonio, sono anch'esse sviluppate dall'esperienza maturate nel circus in collaborazione con la Renault, con quest'ultima che ha contribuito al progetto di questo veicolo.

## Tecnica
Come base l'auto impiega la piattaforma Seven CSR ed è configurata come una barchetta, senza tettuccio e senza parabrezza anteriore, pensata per essere utilizzata nelle giornate in pista. L'equipaggiamento elettronico comprende il controllo di trazione regolabile, il sistema di launch control e il Caterham Engine Management System. Quest'ultimo assolve alla gestione elettronica del propulsore da 2.0 litri 4 cilindri in linea aspirato Ford Duratec montato anteriormente in posizione longitudinale con 237 CV di potenza erogati a 8500 giri/min scaricati sull'asse posteriore attraverso un cambio a manuale a 6 velocità. Il rapporto peso potenza fa segnare 400 CV/1000 kg e la potenza specifica dell'unità della casa dell'ovale blu è di 120 CV per litro. Esso è in grado di far accelerare la vettura da 0 a 100 km/h in 4 secondi. La gommatura prevede all'avantreno degli pneumatici dalla misura 195/45 R15 mentre al retrotreno vi misurano 245/40 R15. L'impianto di illuminazione sia anteriore che posteriore è affidato a fari con tecnologia LED.